# Forêts pluviales de montagne de Bornéo
Localisation
Les forêts pluviales de montagne de Bornéo (IM0103) forment une écorégion définie par le fonds mondial pour la nature (WWF). Elle appartient à l’écozone Indomalaise (IM) et au biome des forêts décidues humides tropicales et subtropicales (01). Elle couvre le centre de l’île de Bornéo.

## Géographie

### Localisation
Cette écorégion de 116 000 km2 est située dans la partie centrale de l'île de Bornéo, à cheval entre la Malaisie, l'Indonésie et le Brunei. Ses sols sont principalement composés de roches volcaniques et d'argile, et sont plus acides et moins riches que dans l'écorégion voisine, les forêts pluviales des basses terres de Bornéo. Certaines zones comprennent une importante quantité de calcaire.

### Climat
Elle est plus fraiche et humide que les basses terres. À chaque 1 000 m d'altitude, la température diminue en moyenne de 10 °c. Les précipitations y sont plus élevées que dans les basse terres, et certaines forêts sont baignées de nuages. Selon la classification de Köppen, elle est située en zone tropicale.

## Biodiversité

### Flore
Sa flore est issue à la fois d'Asie et d'Océanie, ce qui en fait l'une des plus diverses sur terre. On y trouve des Araucariaceae, Clethraceae, Ericaceae, Fagaceae, Lauraceae, Myrtaceae, Podocarpaceae, Symplocaceae, et Theaceae. Dans les zones les moins élevées, entre 1 000 et 1 200 m, les Dipterocarpaceae, majoritaires dans les basses terres, sont progressivement surpassés par des chênes  (Quercus et Lithocarpus) et des Castanopsis. Dans les plus basses zones de l'écorégion, les plantes à fleur les plus présentes sont des Myrtaceae, qui sont remplacées au dessus de 1 500 m par des Ericaceae. Les plus hauts sommets sont moins boisés et couverts de prairies alpines.
Trois changements majeurs se produisent sur la forêt lorsque l'altitude augmente. Sa hauteur diminue : les arbres émergents disparaissent, et la canopée n'atteint plus que 10 à 20 m. Ses feuilles diminuent en taille. Les épiphytes se multiplient : Orchidaceae, Filicophyta, Bryophyta, Marchantiophyta et lichens y sont plus abondants que dans les basses terres. Les plantes carnivores, rhododendrons et orchidées, dont la croissance est favorisée par le sol acide et tourbeux, y sont très divers.

### Faune
Ces différences de végétation avec les basse terres influe aussi sur la faune ; les animaux vivant dans l'écorégion doivent faire face à un climat plus violent, à l'absence d'abris et au manque de nourriture. Le nombre d'individus et d'espèces de mammifères et d'oiseaux à tendance à baisser avec l'altitude, et les primates en sont presque absents, mais l'absence de présence humaine dans ces zones reculées permet la survie d'une importante mégafaune : rhinocéros de Sumatra — il en resterait deux groupes d'une quinzaine d'individus en liberté —, Orang-outan, Gibbon, Macaque et Langur y subsistent. Néanmoins, ce sont les plus petits mammifères, comme la civette, la musaraigne et le rat qui dominent l'écorégion.

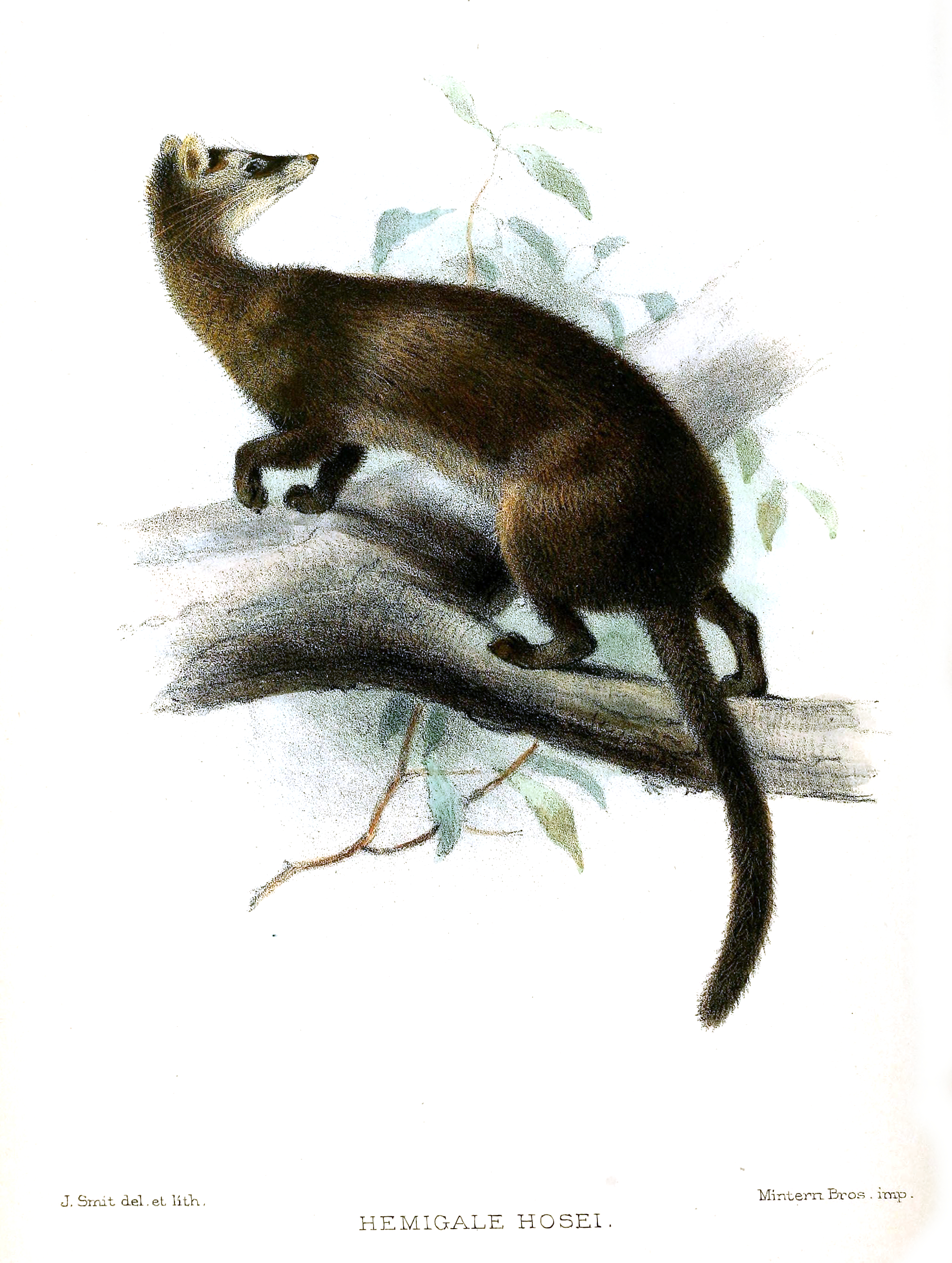
Civette de Hose
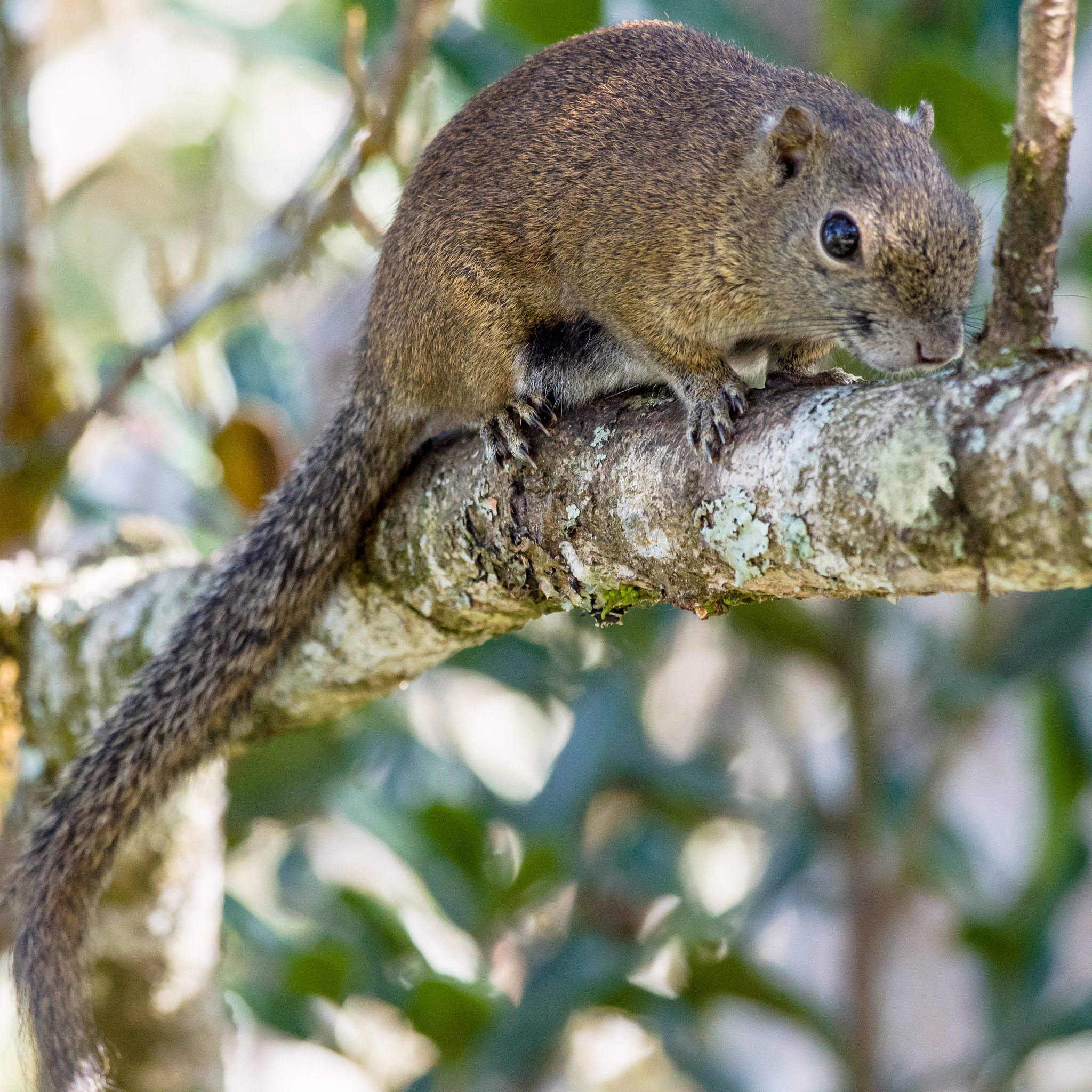
Écureuil à bandes noires de Bornéo
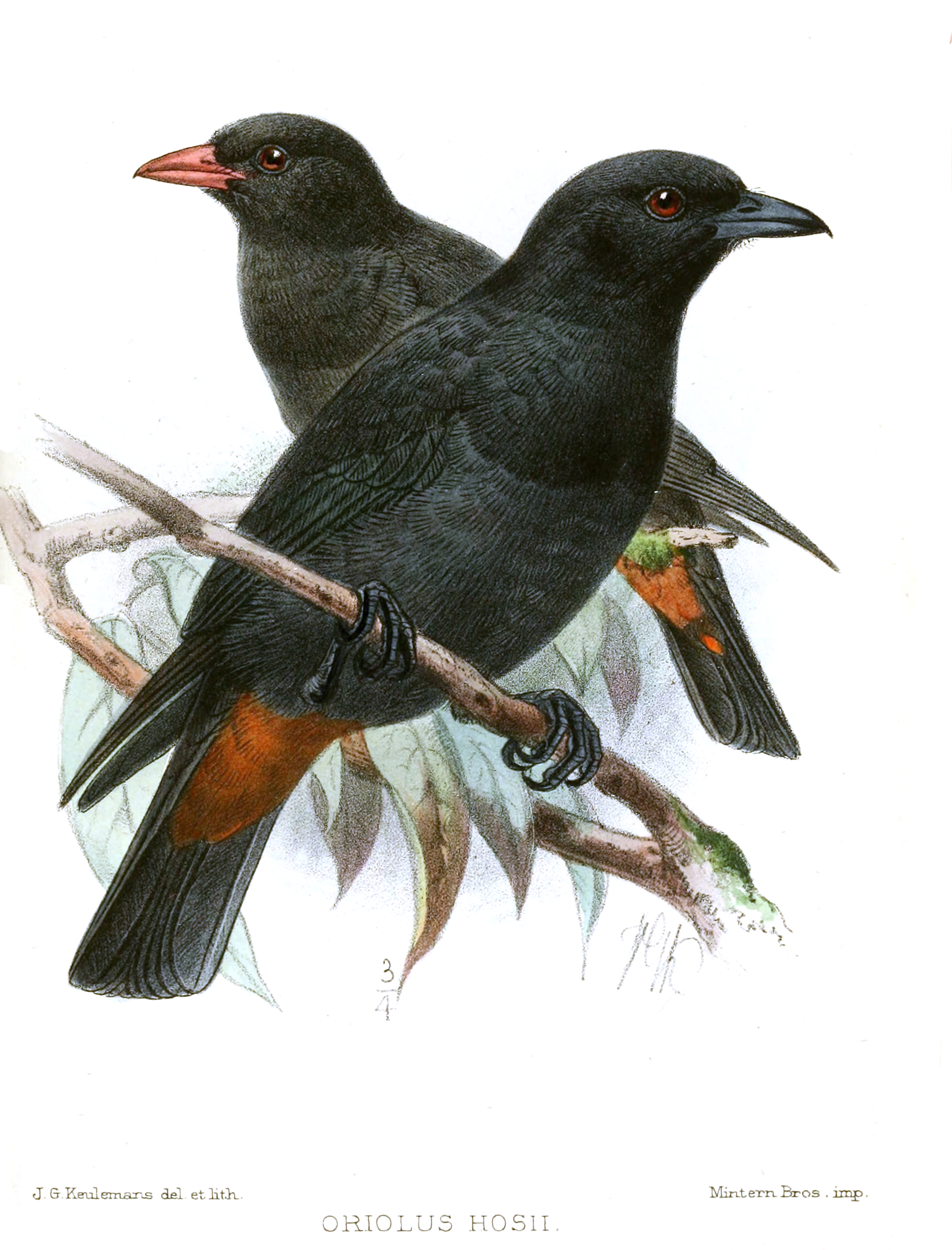
Loriot noir
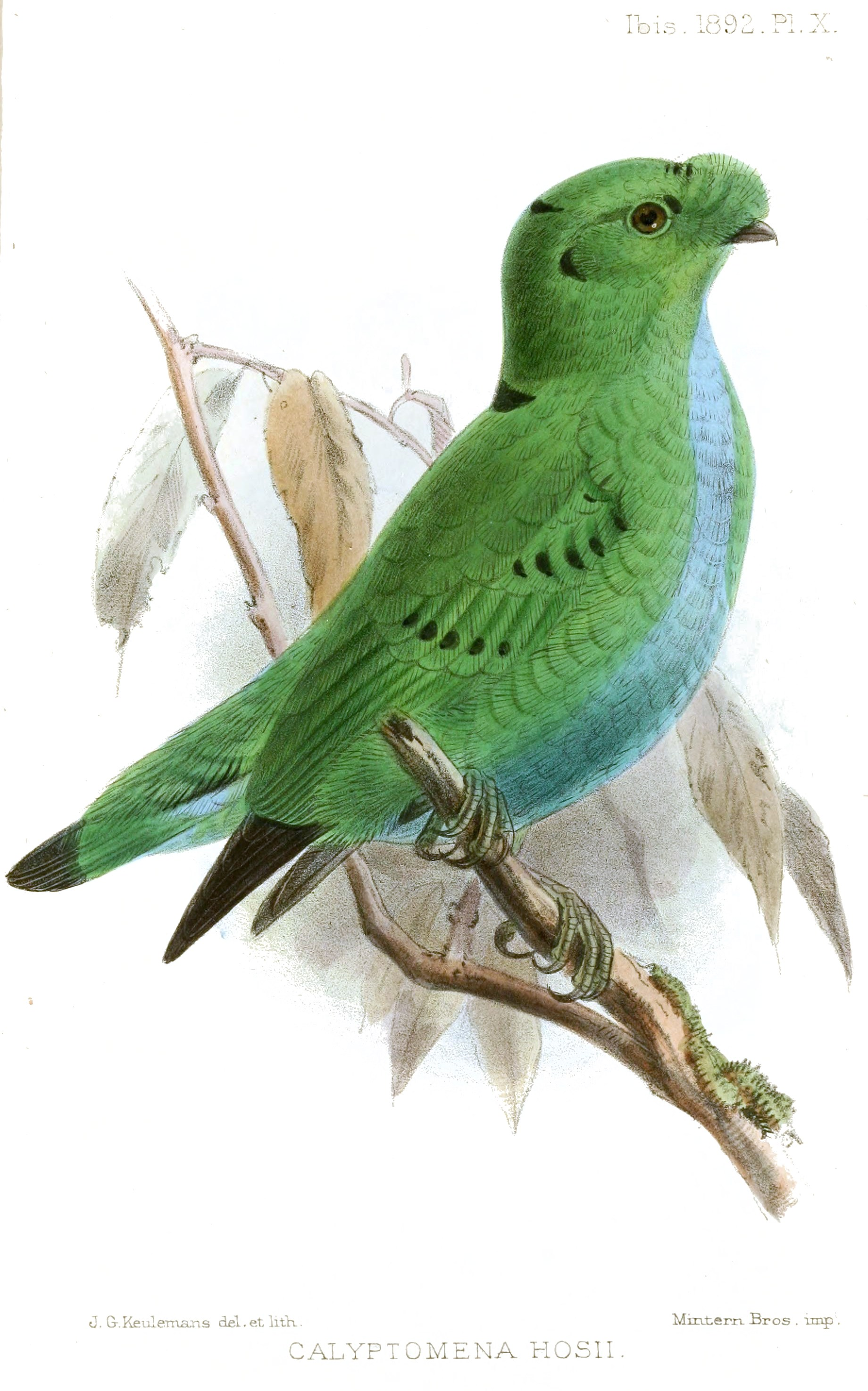
Eurylaime de Hose

On y trouve 4 mammifères endémiques ou presque endémiques : la civette de Hose, l'écureuil de Kinabalu (en), l'écureuil à bandes noires de Bornéo (en) et l'écureuil de Brooke (en). Au moins 250 espèces d'oiseaux y sont présents. On compte 2 espèces endémiques : le loriot noir et l'eurylaime de Hose, et 22 proches de l'endémisme.

## Menaces et protection

### Menaces
L'écorégion est considérée comme relativement stable : seulement 8 % de l'écorégion ont été détruits ou artificialisés. Néanmoins, des projets de mines géantes, de barrages massifs, de routes et de transformation en terres agricoles menacent l'écorégion, qui est également touchée par le braconnage et la déforestation illégale en vue de créer des terres agricoles ou de vendre des bois rares. Contrairement aux basses terres, elle a plutôt échappé aux mégafeus volontaires qui ont touché l'île en 1997 et 1998.

### Protection
Dans l'écorégion, 17 aires protégées couvrent 26 380 km2. Il y a deux parcs nationaux : le parc national de Kayan Mentarang (14 000 km2) et le parc national de Betung Kerihun (8 000 km2).